# Шныпарь, Владимир
Владимир Шныпарь (Володимир Шнипар; 8 марта 1941, Минск, Белорусская ССР, СССР — 18 октября 2023; Аугсбург, Бавария, Германия) — советский, белорусский и украинский актёр театра, кино и дубляжа, режиссёр.

## Биография
Родился 8 марта 1941 года в Минске.
В 1964 году окончил ЛГИТМиК и был распределён в Красноярский ТЮЗ. Также работал в Казанском ТЮЗе. В 1970-х годах уехал в Израиль, а в 1976 году прибыл в Украину, где работал на киностудии имени Довженко. Там началась кинокарьера, как съёмочная, так и дубляжная.
Его голосом говорил Санджив Кумар в «Мести и законе», Гойко Митич в «Вождь Белое перо», Джефф Бриджес в «Подрывниках» (в прокате — «Огненный дождь») и так далее.
В 1987 году снова получил диплом ЛГИТМиК, только режиссёрский и снял психологическую короткометражку «Лошадка, везущая хворосту воз» и документальный фильм «Всё хорошо» (совместно с Юрием Хащеватским).
В середине 1990-х Шныпарь переехал в Германию, где и жил до конца жизни.
Ушёл из жизни 18 октября 2023 года в Аугсбурге Германии.

## Творческая деятельность

### Фильмография
- 1976 — Такая она игра
- 1977 — Приглашение к танцу
- 1978 — Мятежный «Орионъ»
- 1979 — Расколотое небо (азербайджанец)
- 1986 — Игорь Саввович (Фридман)
- 1991 — Народный Малахий (пациент психушки)
- 1992 — Тайна Виллы | Таємниця вілли (Украина), (роль: бизнесмен)
- 1993 — Преступление со многими неизвестными | Злочин з багатьма невідомими (Украина), (роль: ростовщик)
- 1994 — Выкуп (Украина)

## Издания
- Kamilʹ Fatykhovich Faseev. Иллюзии идеологов антикоммунизма: провит буржуазной фальсификации жизни социалистических наций. — Изд-во Казанского университета, 1978. — 128 с.
- Evrei i evreĭskiĭ narod: materialy iz sovetskoĭ pechati; ezhekvartalʹnyĭ sbornik. Jews and the Jewish people; excerpts from the Soviet Press; a quarterly collection. — T͡Sentr po issledovanii͡u i documentat͡sii evropeĭskogo evreĭstva, 1976. — 286 с.
- Митрофан Павлович Скирдо. Идеологическая борьба в условиях разрядки международной напряжённости. — Изд-во Сарат. ун-та, 1977. — 204 с.